# Lamshang
Lamshang é uma cidade e uma nagar panchayat no distrito de Imphal West, no estado indiano de Manipur.

## Demografia
Segundo o censo de 2001, Lamshang tinha uma população de 6530 habitantes. Os indivíduos do sexo masculino constituem 50% da população e os do sexo feminino 50%. Lamshang tem uma taxa de literacia de 61%, superior à média nacional de 59.5%: a literacia no sexo masculino é de 69% e no sexo feminino é de 53%. Em Lamshang, 13% da população está abaixo dos 6 anos de idade.